# Вельяминовское сельское поселение (Краснодарский край)
Вельями́новское сельское поселение — муниципальное образование в Туапсинском районе Краснодарского края России.
В рамках административно-территориального устройства Краснодарского края ему соответствует Вельяминовский сельский округ.
Административный центр — село Цыпка.

## География
Муниципальное образование расположено в южной части Туапсинского района.
Площадь территории сельского поселения составляет — 42,47 км².  
Граничит с землями муниципальных образований: Георгиевское сельское поселение на севере и востоке, Шепсинское сельское поселение на юге, Туапсинское городское поселение на западе и Небугское сельское поселение на северо-западе. 
Сельское поселение расположено на отрогах южного склона Главного Кавказского хребта, в холмисто-горной местности. Рельеф местности сильно пересечённый. Средние высоты на территории сельского поселения составляют около 200 метров над уровнем моря. Наивысшими точками являются горы Щеколетх (680 м) и Мессажай (651 м).
Гидрографическая сеть в основном представлена бассейном реки Туапсе. Из рек впадающих в него на территории сельского поселения наиболее крупными являются — Цыпка, Пеус, Мессажай и др. В верховьях рек расположены различные водопады и пороги. Имеются минеральные родниковые источники. 
Климат переходный от умеренного к субтропическому. Средняя температура колеблется от +4,0°С в январе, до +22°С в июле. Среднегодовое количество осадков составляет около 1000 мм. Наибольшее количество осадков выпадает в зимний период.

## История
В 1993 году Вельяминовский сельский Совет был преобразован в Вельяминовский сельский округ. 
В 2004 году в границах сельского округа в рамках организации местного самоуправления было образовано муниципальное образование со статусом сельского поселения.

## Население
| 2002  | 2010  | 2012  | 2013  | 2014  | 2015  | 2016  |
| ----- | ----- | ----- | ----- | ----- | ----- | ----- |
| 3316  | ↗3902 | ↗3944 | ↗4019 | ↗4086 | ↗4162 | ↘4138 |
| 2017  | 2018  | 2019  | 2020  | 2021  | 2023  |       |
| ↗4161 | ↘4150 | ↗4168 | ↘4143 | ↘3140 | ↘3118 |       |

Процент от населения района — 2.51 %
Плотность — 73.42 чел./км². 

## Населённые пункты
В состав сельского поселения (сельского округа) входят 7 населённых пунктов:
| № | Населённый пункт | Тип населённого пункта | Население (чел.) | Доля от населения (%) |
| - | ---------------- | ---------------------- | ---------------- | --------------------- |
| 1 | Греческий        | хутор                  | ↗226             | 5,79 %                |
| 2 | Заречье          | село                   | ↗168             | 4,31 %                |
| 3 | Красное          | село                   | ↗410             | 10,50 %               |
| 4 | Мессажай         | село                   | ↗1437            | 36,83 %               |
| 5 | Пригородный      | посёлок                | ↗819             | 20,99 %               |
| 6 | Холодный Родник  | посёлок                | ↗92              | 2,36 %                |
| 7 | Цыпка            | село                   | ↗750             | 19,22 %               |